# Chrysler CO
La CO è un'autovettura mid-size prodotta dalla Chrysler nel 1933.

## Storia
La vettura aveva montato di un motore a valvole laterali e sei cilindri in linea da 3.670 cm³ di cilindrata che sviluppava 83 CV di potenza. Il propulsore era anteriore, mentre la trazione era posteriore. Il cambio era semiautomatico a tre rapporti e la frizione era monodisco a secco. I freni erano idraulici sulle quattro ruote.
Di Chrysler CO ne furono assemblati 17.814 esemplari.